# 地區議會 (以色列)
地區議會（羅馬化：Mo'atzot Ezoriyot，羅馬化：Mo'atza Ezorit）是以色列三種地方政府之一，另兩種為市政府和地方議會。以色列全國截至2019年共有54個地區委員會，通常負責管理分佈在農村地區的多個定居點。每個地區議會由其轄下3至54個村莊、基布茲、莫沙夫、公有定居點、青年村等社區的代表組成，這些社區通常分佈在彼此地理鄰近的相對較大的區域內。
地區議會內的每個社區的人口通常不超過2,000人，並皆由地方委員會管理。每個委員會會照其社區規模和根據每次選舉前修正的人口數比例向所屬的地區議會派遣代表。那些沒有行政委員會的定居點不會向地區議會派出任何代表，而是直接由地區議會處理其事務。定居點的地區議會代表可透過委員會直接指派或公開選舉選出。地區議會中代表的社區的主要由基布茲和莫沙夫組成。

## 列表

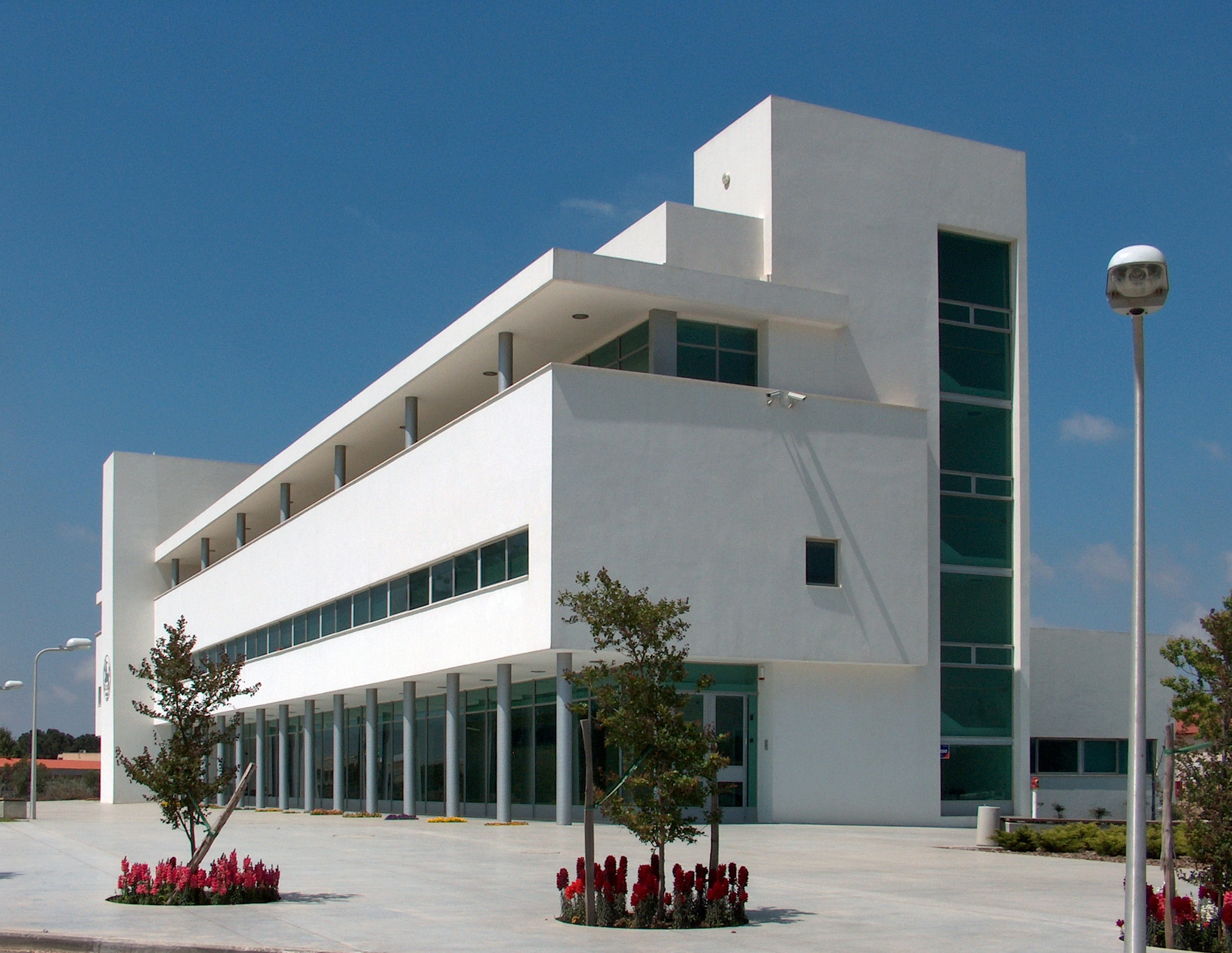
瑪拿西地區議會的辦公大樓

下表為由以色列中央统计局羅列的全國54個地區議會以及其所屬區，其中也包括位於戈蘭高地和約旦河西岸（以色列稱犹地亚-撒马利亚区）的地區議會，這些地區根據國際法被視為被佔領土而不被多國承認。
| 地區議會             | 網站 | 所屬區             |
| -------------------- | ---- | ------------------ |
| 巴圖夫地區議會       |      | 北部區             |
| 卡蘇姆地區議會       |      | 南部區             |
| 阿羅納地區議會       |      | 海法区             |
| 比爾托維亞地區議會   |      | 南部區             |
| 西緬之子地區議會     |      | 南部區             |
| 布倫納地區議會       |      | 中央區             |
| 布斯坦馬吉地區議會   |      | 北部區             |
| 中阿拉伯谷地區議會   |      | 南部區             |
| 南夏隆地區議會       |      | 中央區             |
| 艾希科爾地區議會     |      | 南部區             |
| 下加利利地區議會     |      | 北部區             |
| 上加利利地區議會     |      | 北部區             |
| 甘熱瓦地區議會       |      | 中央區             |
| 蓋德羅特地區議會     |      | 中央區             |
| 基色地區議會         |      | 中央區             |
| 基利波地區議會       |      | 北部區             |
| 戈蘭地區議會         |      | 北部區（戈蘭高地） |
| 古什埃齊翁地區議會   |      | 犹地亚-撒马利亚区  |
| 希布倫山地區議會     |      | 猶地亞-撒馬利亞區  |
| 希弗谷地區議會       |      | 中央區             |
| 艾洛特地區議會       |      | 南部區             |
| 莫迪因地區議會       |      | 中央區             |
| 亞夫內地區議會       |      | 中央區             |
| 阿什克隆海岸地區議會 |      | 南部區             |
| 迦密海岸地區議會     |      | 海法區             |
| 夏隆海岸地區議會     |      | 中央區             |
| 耶斯列谷地區議會     |      | 北部區             |
| 北約旦河谷地區議會   |      | 北部區             |
| 南約旦河谷地區議會   |      | 猶地亞-撒馬利亞區  |
| 拉吉地區議會         |      | 南部區             |
| 夏隆中心地區議會     |      | 中央區             |
| 馬勒約瑟夫地區議會   |      | 北部區             |
| 亞設地區議會         |      | 北部區             |
| 便雅憫地區議會       |      | 猶地亞-撒馬利亞區  |
| 猶大地區議會         |      | 耶路撒冷区         |
| 米吉多地區議會       |      | 北部區             |
| 梅吉洛特地區議會     |      | 猶地亞-撒馬利亞區  |
| 瑪拿西地區議會       |      | 海法區             |
| 梅哈維姆地區議會     |      | 南部區             |
| 加利利山地地區議會   |      | 北部區             |
| 黑門山口地區議會     |      | 北部區             |
| 梅什加夫地區議會     |      | 北部區             |
| 梭烈溪地區議會       |      | 中央區             |
| 綠洲地區議會         |      | 南部區             |
| 尼格夫高地地區議會   |      | 南部區             |
| 但平原地區議會       |      | 中央區             |
| 尼格夫平原地區議會   |      | 南部區             |
| 尼格夫門戶地區議會   |      | 南部區             |
| 沙斐地區議會         |      | 南部區             |
| 撒馬利亞地區議會     |      | 猶地亞-撒馬利亞區  |
| 塔瑪地區議會         |      | 南部區             |
| 湧泉谷地區議會       |      | 北部區             |
| 約阿夫地區議會       |      | 南部區             |
| 西布倫地區議會       |      | 海法區             |

### 已解散的地區議會
| 地區議會                                    | 建立時間 | 解散時間 | 所屬區             | 解散原因                                                                   |
| ------------------------------------------- | -------- | -------- | ------------------ | -------------------------------------------------------------------------- |
| 阿布巴斯馬地區議會                          | 2003年   | 2012年   | 南部區             | 拆分成卡蘇姆和綠洲地區議會                                                 |
| 中加利利地區議會                            | 1968年   | 1990年   | 北部區             | 拆分成基斯拉-蘇梅地方議會、亞努-加特地方議會和米格達爾特芬地方工業委員會。 |
| 馬舒什地區議會                              | 1988年   | 1996年   | 南部區             | 拆分成3個地方議會—克西法、阿拉拉尼格夫和沙蓋夫薩朗姆                       |
| 北加利利地區議會                            | 1993年   | 2001年   | 北部區             | 拆分成巴圖夫和布斯坦馬吉地區議會以及希比利-烏姆加納姆地方議會              |
| 肖克特地區議會                              | 1991年   | 1996年   | 北部區             | 拆分成胡拉和拉奇亞兩個地方議會                                             |
| 伊隆溪地區議會                              | 1992年   | 1996年   | 北部區             | 拆分成馬雷伊隆和巴斯馬兩個地方議會                                         |
| 埃法爾地區議會                              | 1950年   | 2007年   | 臺拉維夫區         | 被周遭城市拉馬特甘、奧諾村和奧爾耶胡達吞併                                 |
| 伊塔姆地區議會                              | 1971年   | 1982年   | 西奈半島           | 依照埃以和約歸還給埃及                                                     |
| 加薩海岸地區議會                            | 1979年   | 2005年   | 南部區（加薩走廊） | 以色列撤离加沙                                                             |
| 艾文哈伊澤爾地區議會                        | 1953年   | 1964年   | 耶路撒冷区         | 合併成為猶大地區議會                                                       |
| 吉佐地區議會                                | 1954年   | 1964年   | 耶路撒冷区         | 合併成為猶大地區議會                                                       |
| 猶大山區地區議會                            | 1949年   | 1964年   | 耶路撒冷区         | 合併成為猶大地區議會                                                       |
| 哈拉地區議會                                | 1953年   | 1964年   | 耶路撒冷区         | 合併成為猶大地區議會                                                       |
| 加頓地區議會（מועצה אזורית געתון）          | 1950年   | 1982年   | 北部區             | 合併成為亞設地區議會                                                       |
| 納曼地區議會（מועצה אזורית נעמן）           | 1956年   | 1982年   | 北部區             | 合併成為亞設地區議會                                                       |
| 蘇拉姆祖爾地區議會（מועצה אזורית סולם צור） | 1950年代 | 1982年   | 北部區             | 合併成為亞設地區議會                                                       |
| 特爾蒙德地區議會（מועצה אזורית תל מונד）    | 1950年   | 1955年   | 中央區             | 特爾蒙德獨立成為地方議會，其餘社區組成哈達爾哈夏隆地區議會                 |
| 哈達爾哈夏隆地區議會                        | 1955年   | 1984年   | 中央區             | 合併成為夏隆中心地區議會                                                   |
| 北夏隆地區議會                              | 1951年   | 1984年   | 中央區             | 合併成為夏隆中心地區議會                                                   |
| 雅孔地區議會                                | 1951年   | 1980年   | 中央區             | 合併成為南夏隆地區議會                                                     |
| 中夏隆地區議會                              | 1951年   | 1980年   | 中央區             | 合併成為南夏隆地區議會                                                     |
| 米夫阿洛特阿菲克地區議會                    | 1955年   | 1980年   | 中央區             | 合併成為南夏隆地區議會                                                     |
| 耶斯列地區議會                              | 1941年   | 1980年   | 北部區             | 合併成為耶斯列谷地區議會                                                   |
| 基順地區議會                                | 1949年   | 1980年   | 北部區             | 合併成為耶斯列谷地區議會                                                   |
| 舒里姆地區委員會                            | 1954年   | 1963年   | 南部區             | 併入梅哈維姆地區議會                                                       |